# Cimarron County
Das Cimarron County ist ein County im US-Bundesstaat Oklahoma. Das U.S. Census Bureau hat bei der Volkszählung 2020 eine Einwohnerzahl von 2.296 ermittelt. Der Verwaltungssitz (County Seat) ist Boise City.

## Geographie

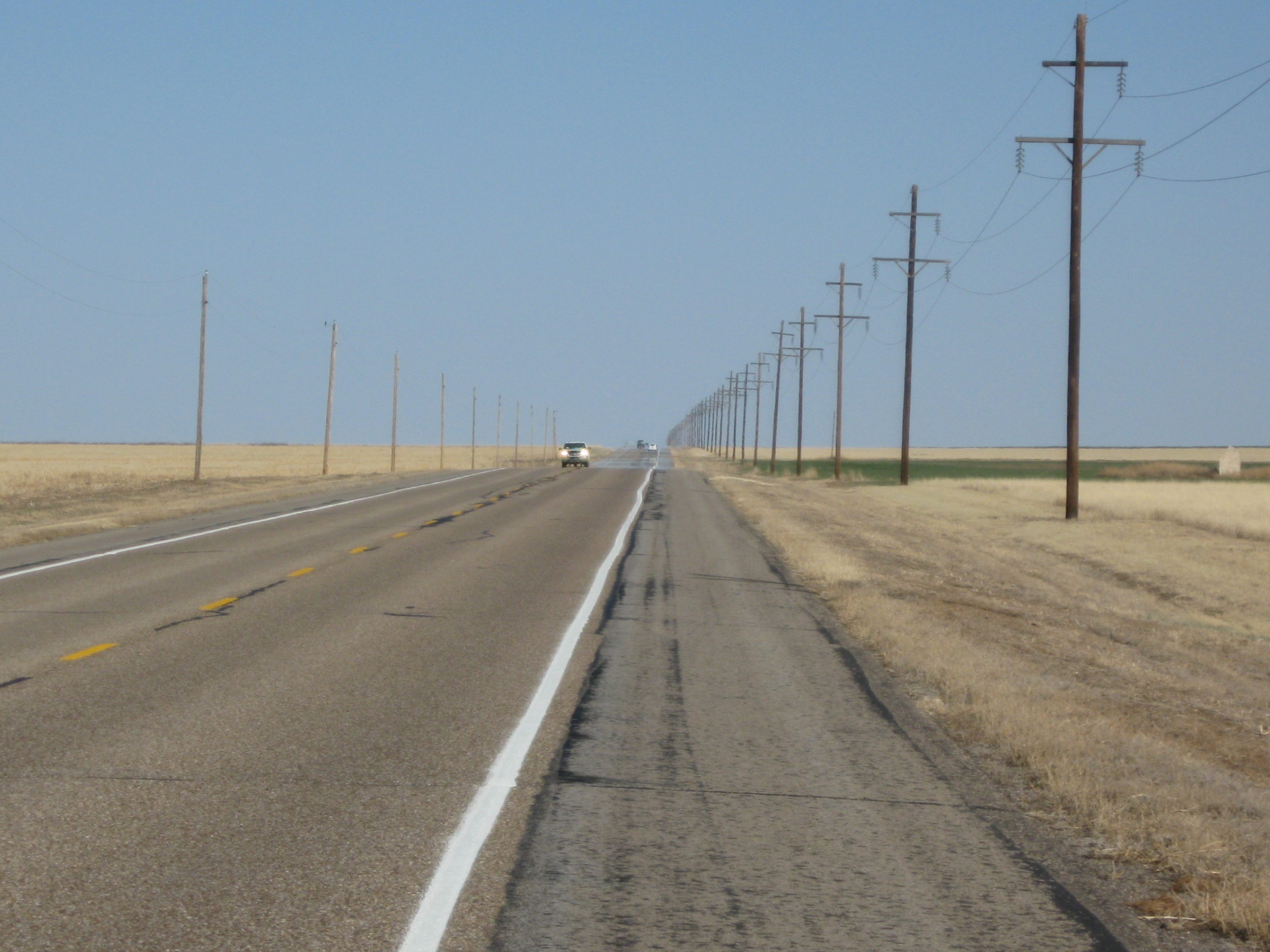
Highway 412 im Cimarron County

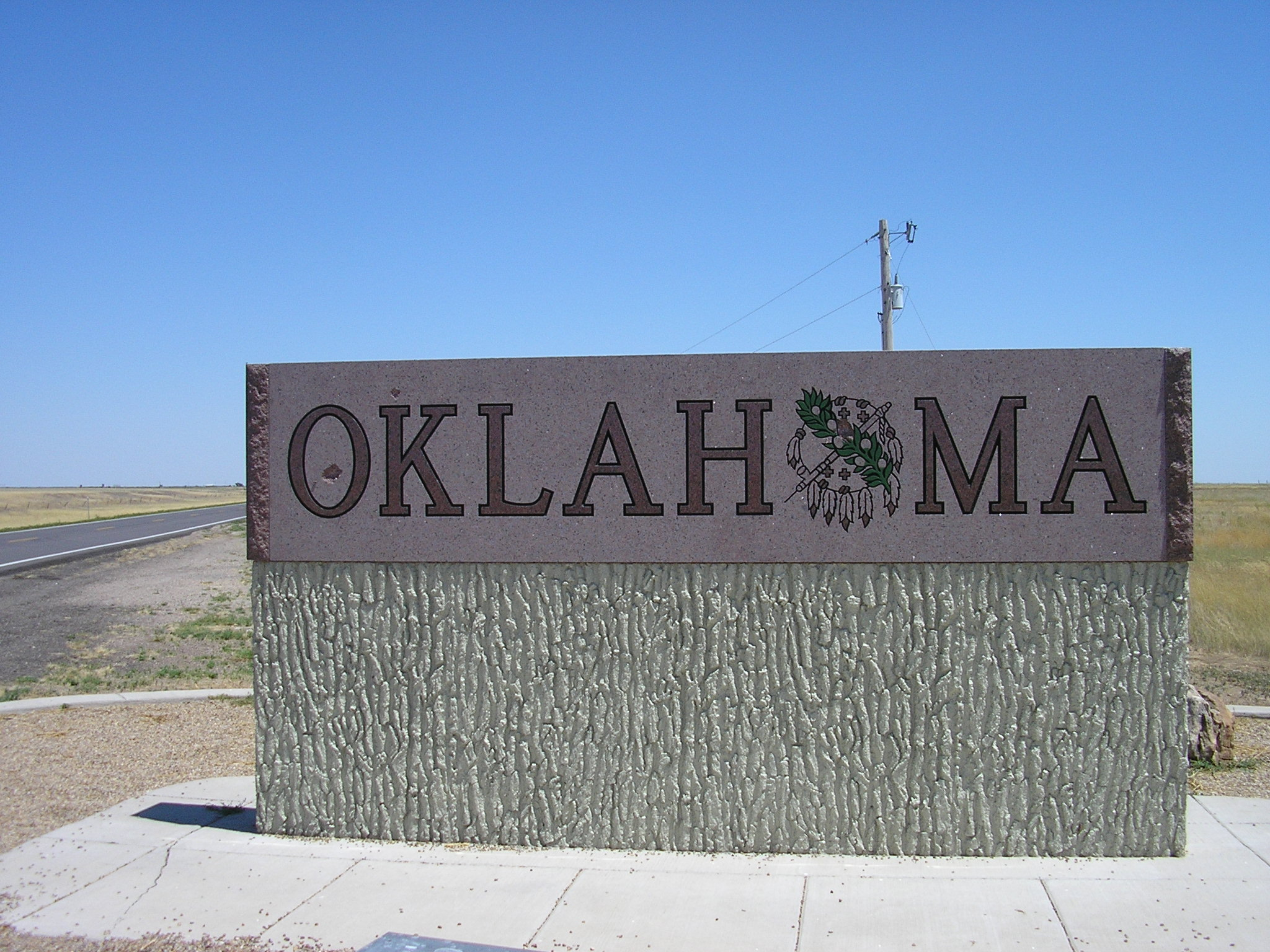
Am westlichen Ende des Oklahoma Panhandle

Das County ist sehr dünn besiedelt und liegt am äußersten westlichen Ende des Oklahoma Panhandle, einem rund 60 Kilometer breiten Streifen, der im Süden an Texas, im Westen an New Mexico und im Norden an Kansas und Colorado grenzt.
Es wird vom Oberlauf des in New Mexico entspringenden Cimarron River durchflossen.
Das Cimarron County hat eine Fläche von 4769 Quadratkilometern, wovon 16 Quadratkilometer Wasserfläche sind. Es grenzt an folgende Countys:
|                           | Baca County (Colorado) | Morton County (Kansas) |
| Union County (New Mexico) |                        | Texas County           |
|                           | Dallam County (Texas)  | Sherman County (Texas) |

## Geschichte
Das Cimarron County wurde am 16. Juli 1907 aus Teilen des Beaver County gebildet, durch das das ehemalige No Man’s Land organisiert worden war. Benannt wurde es nach dem Cimarron River, der durch das County fließt.
Im County liegt eine National Historic Landmark, das Camp Nichols. Acht Bauwerke und Stätten des Countys sind im National Register of Historic Places (NRHP) eingetragen (Stand 27. Mai 2018).

## Demografische Daten
Nach der Volkszählung im Jahr 2010 lebten im Cimarron County 2.475 Menschen in 1.167 Haushalten. Die Bevölkerungsdichte betrug 0,5 Einwohner pro Quadratkilometer.
Ethnisch betrachtet setzte sich die Bevölkerung zusammen aus 84,7 Prozent Weißen, 0,2 Prozent Afroamerikanern, 0,8 Prozent amerikanischen Ureinwohnern, 0,3 Prozent Asiaten sowie aus anderen ethnischen Gruppen; 1,8 Prozent stammten von zwei oder mehr Ethnien ab. Unabhängig von der ethnischen Zugehörigkeit waren 20,8 Prozent der Bevölkerung spanischer oder lateinamerikanischer Abstammung.
In den 1.167 Haushalten lebten statistisch je 2,27 Personen.
25,8 Prozent der Bevölkerung waren unter 18 Jahre alt, 55,0 Prozent waren zwischen 18 und 64 und 19,2 Prozent waren 65 Jahre oder älter. 51,2 Prozent der Bevölkerung war weiblich.

Das jährliche Durchschnittseinkommen eines Haushalts lag bei 32.186 USD. Das Prokopfeinkommen betrug 18.364 USD. 18,4 Prozent der Einwohner lebten unterhalb der Armutsgrenze.

## Städte und Gemeinden
| City - Boise City | Town - Keyes |

Unincorporated Communitys
| - Burton - Castaneda - Conrad - Felt | - Griggs - Hopkins - Mexhoma - Kenton | - Regnier - Sturgis - Wheeless |